# فورد 1932
فورد 1932 هي سيارة صالون نصف نقل خلفية الدفع من صناعة شركة فورد أنتجت في 1932 وتوقف إنتاجها في 1934.

## معرض صور

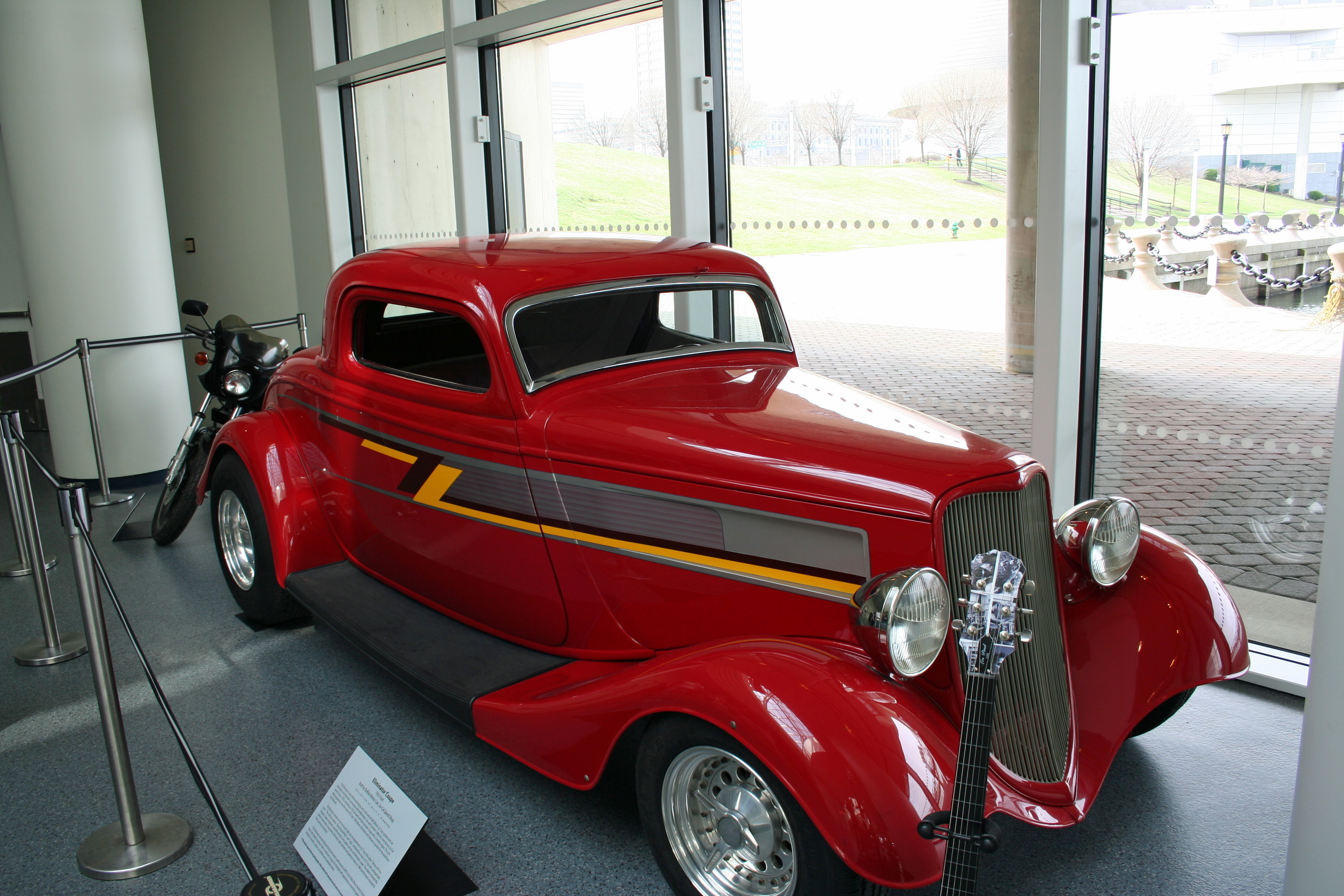
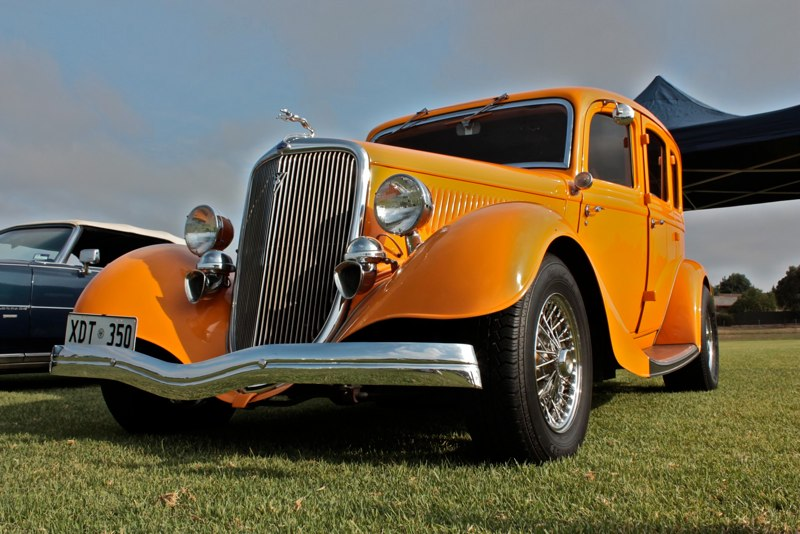
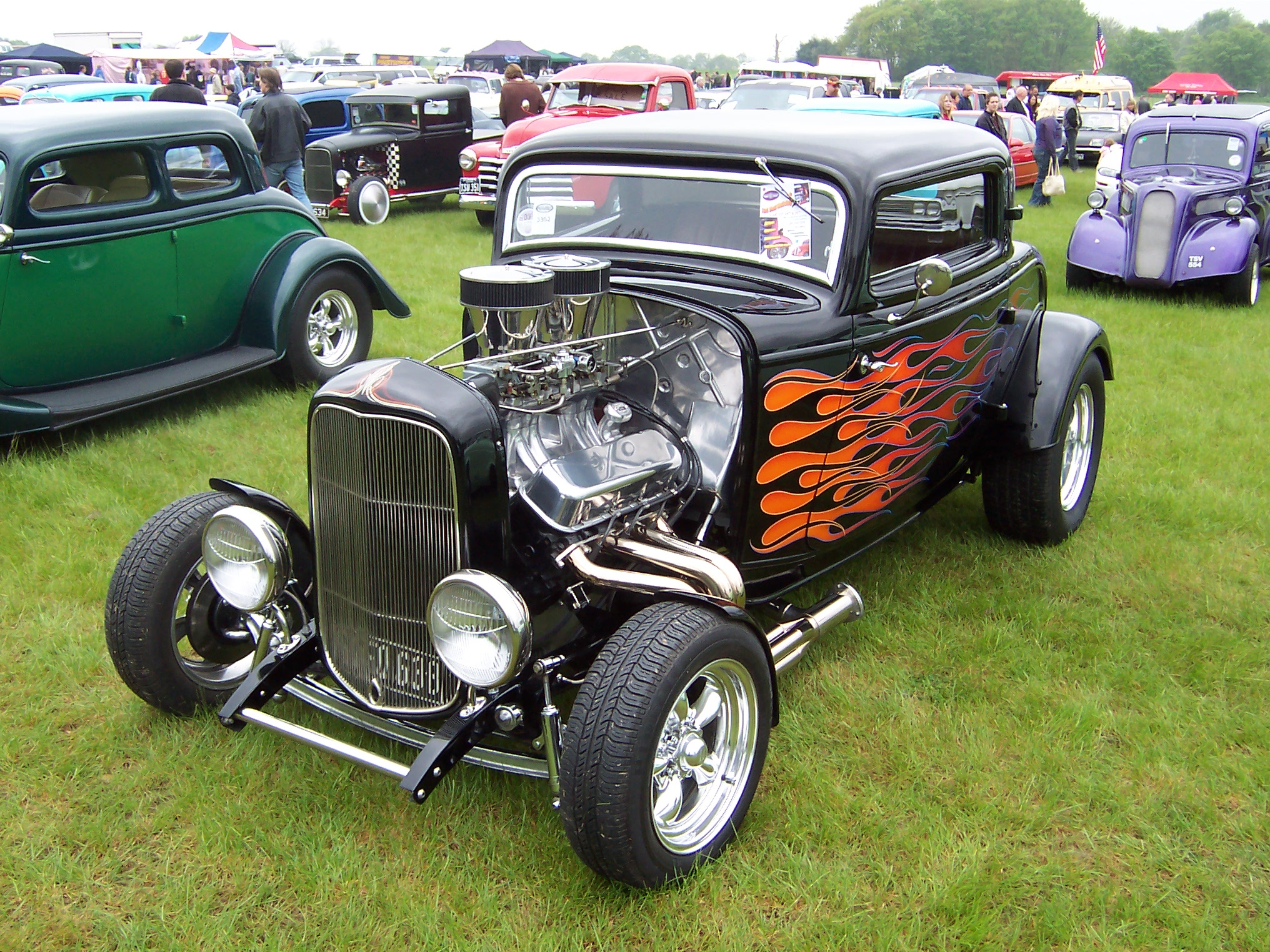
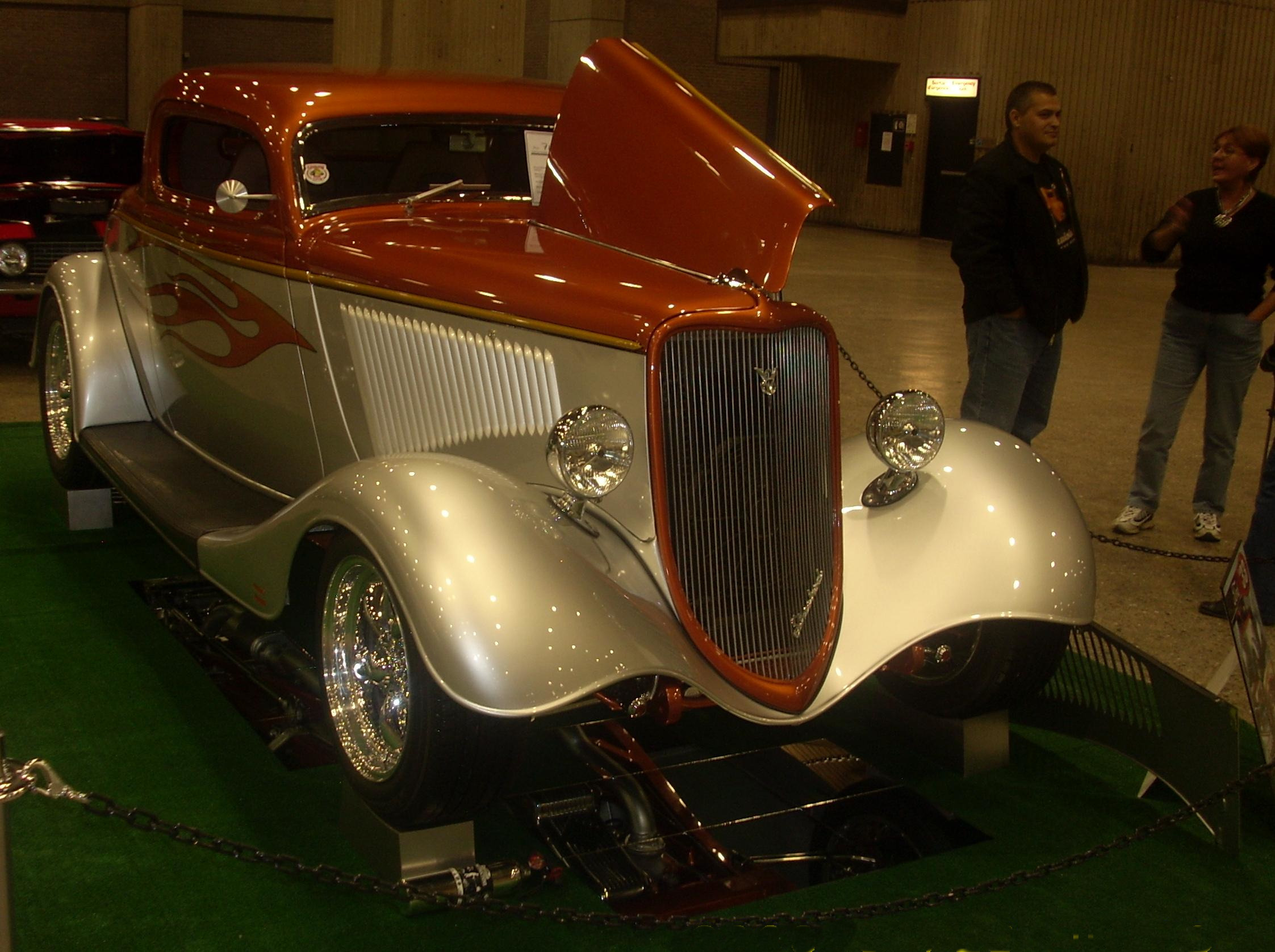
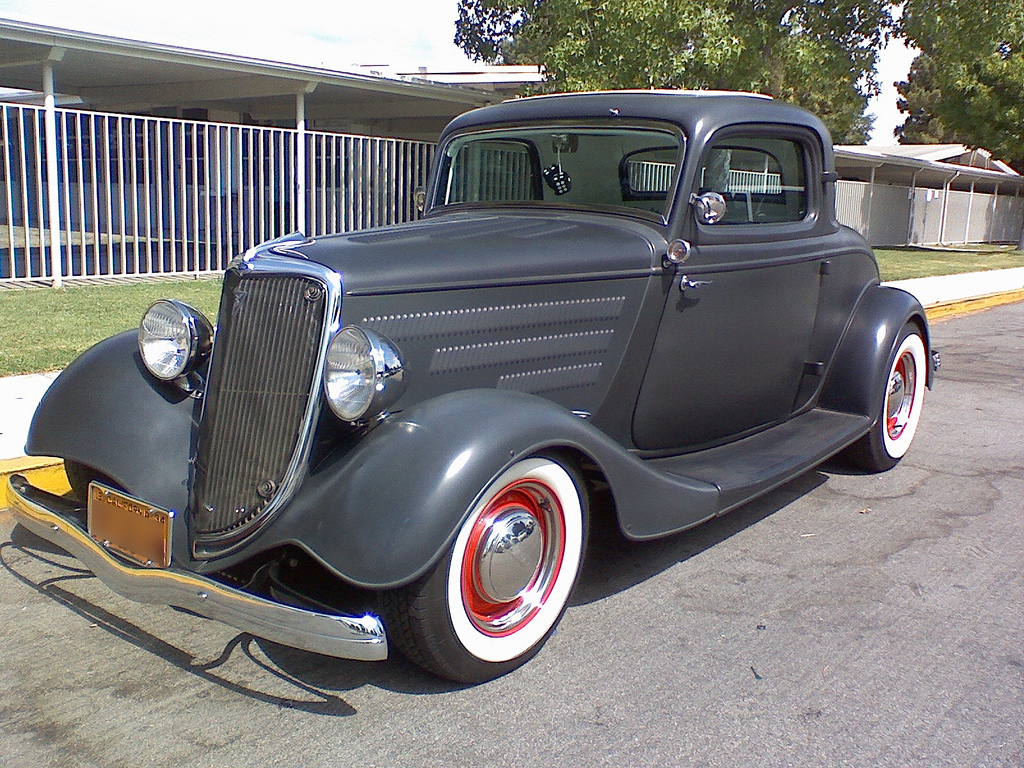

- [1]
- [2]